# Густав Редель
Густав Рьодель (нім. Gustav Rödel; 24 жовтня 1915 — 6 лютого 1995) — німецький пілот, льотчик-ас під час Другої світової війни. Під час служби здійснив 980 бойових вильотів, брав участь в повітряних боях на Східному і Західному фронтах. Збив 98 літаків противника. Нагороджений Лицарським хрестом Залізного хреста з дубовим листям .
Після закінчення Другої світової війни — бригадний генерал люфтваффе бундесверу ФРН.

## Біографія
Вступив в Люфтваффе в 1936 році у званні фендриха, пройшов підготовку льотчиків-винищувачів. Добровольцем у складі легіону «Кондор» брав участь в Громадянській війні в Іспанії. Нагороджений Іспанським хрестом в бронзі.
15 липня 1939 лейтенант Рьодель приєднався до винищувальної ескадри JG21. Лейтенант Рьодель брав участь у вторгненні в Польщу. 1 вересня 1939 року здобув свою першу повітряну перемогу, збивши над Варшавою польський винищувач PZL P.24. 7 вересня він змушений був здійснити вимушену посадку. Йому вдалося дотягнути на своїй машині майже до кордону, і уникнути виявлення противником. На наступний день він повернувся у свій підрозділ.
24 листопада 1939 року Рьодель був переведений до складу ескадрильї JG27, з якою брав участь у Бельгійській операції (1940) і Французькій кампанії, де здобув три перемоги. Літав веденим Адольфа Галланда.
7 вересня 1940 року призначений командиром ескадрильї 4./JG27. До кінця вересня 1940 року Рьодель здобув 14 повітряних перемог, більшість з яких було здобуто в ході битви за Британію.
Разом з II. / JG27 брав участь в Грецькій операції, де здобув шість перемог, у тому числі 3 грецьких винищувача збиті ним 15 квітня 1941, а 20 квітня — 3 британських винищувачі Hawker Hurricane.
Після завершення Балканської кампанії його частина була переведена на північ, де він брав участь в перших боях операції «Барбаросса». Тоді ж, 22 червня 1941 року, обер-лейтенант Рьодель був нагороджений Лицарським хрестом Залізного хреста за здобуті 20 повітряних перемог. 25 червня 1941 року Рёдель здобув свою єдину повітряну перемогу в ході вторгнення в СРСР, збивши радянський легкий бомбардувальник ТУ СБ.
У липні 1941 року разом з 4./JG27 був переведений в Північну Африку для підтримки німецького Африканського корпусу. 4 грудня 1941 року Рьодель здобув свою 30-у повітряну перемогу, збивши південноафриканський винищувач американського виробництва Curtiss P-40 поблизу Бір-ель-Гобі.
20 травня 1942 року він став командиром групи II./JG27, а через три дні записав на свій рахунок сорокову перемогу. 21 липня збив чотири Hawker Hurricane. Під час битви за Ель-Аламейн 9 жовтня 1942 знищив 3 винищувачі США Bell P-39 Airacobra і, таким чином, досяг 60 повітряних перемог.
У жовтні 1942 року Рьодель здобув 13 повітряних перемог, а 1 листопада довів рахунок до 73-х перемог.
22 квітня 1943 він був призначений комодором JG27, а в травні брав участь в боях за Сицилію і Грецію. 22 травня здобув три нових перемоги. 20 червня 1943 майор Рёдель був нагороджений дубовим листям до Лицарського хреста (Nr.255).
4 жовтня 1943 здобув свою 80-ту повітряну перемогу. В кінці того ж місяця був переведений назад в Німеччину зі своїм підрозділом для захисту Рейху. В ході боїв довів рахунок перемог до 93, серед збитих ним було кілька американських 4-моторних бомбардувальника.
У червні 1944 року, командуючи своїм підрозділом під час операції «Оверлорд», на півночі Франції 29 червня збив 3 американські винищувачі-бомбардувальники Republic P-47 Thunderbolt . Останню перемогу здобув 5 липня 1944 року збивши двомоторний Lockheed P-38 Lightning над Францією.
Після закінчення Другої світової війни в 1957 році Рьодель вступив в люфтваффе бундесверу ФРН. Вийшов у відставку в 1971 році в званні бригадного генерала.

## Нагороди
- Нагрудний знак пілота
- Іспанський хрест в бронзі з мечами
- Залізний хрест
  - 2-го класу (17 вересня 1939)
  - 1-го класу (19 червня 1940)
- Почесний Кубок Люфтваффе (14 грудня 1940)
- Лицарський хрест Залізного хреста з дубовим листям
  - лицарський хрест (22 червня 1941)
  - дубове листя (№ 255; 20 червня 1943)
- Німецький хрест в золоті (16 липня 1942)
- Авіаційна планка винищувача в золоті з підвіскою
  - в золоті (21 вересня 1942)
- Нарукавна стрічка «Африка» (28 травня 1943)
- Нагрудний знак пілота (Італія)
- Нагрудний знак «За поранення» в сріблі